# 榊原信行
榊原 信行（さかきばら のぶゆき、1963年11月18日 - ）は、日本の実業家。RIZIN FIGHTING FEDERATIONの運営を行うドリームファクトリーワールドワイドの代表取締役社長。2003年から2007年までドリームステージエンターテインメントの代表取締役としてPRIDE、ハッスルを運営。愛知県半田市出身。

## 来歴
1987年に愛知大学を卒業し、東海テレビ放送の子会社でイベント事業を行う東海テレビ事業へ入社。1997年から始まった「PRIDE」では、1998年までPRIDEを組織していたKRS（格闘技レボリューション・スピリッツ）の設立当初から関与していた。
2003年、PRIDEを組織していたドリームステージエンターテインメントの代表取締役社長であった森下直人の死去を受け、同社の代表取締役に就任。
2004年には映像事業を行うドリームステージピクチャーズを設立し、社長を兼務。同社の映画製作にも、製作総指揮として直接関わり、時代劇と格闘技を融合させた異色作『殴者 NAGURIMONO』や、カーリングを題材にした映画『シムソンズ』を手がける。同年にプロレスイベント「ハッスル」を立ち上げる。
2007年3月27日、UFCを主催するズッファのオーナーであるロレンゾ・フェティータにPRIDEの経営権を売却。
2007年12月19日には、新たに設立した株式会社沖縄ドリームファクトリーを通じて、日本フットボールリーグ（JFL）所属の沖縄のプロサッカークラブ、「FC琉球」の運営に参画。また、榊原のサッカーや沖縄に対する理念に理解・共感した元サッカー日本代表監督のフィリップ・トルシエが、FC琉球の総監督に就任し、2008年より共にJリーグを目指すこととなった。
2009年12月、FC琉球の営業権が沖縄ドリームファクトリーに移管、球団代表に就任。
2009年から2013年までJFL（日本フットボールリーグ）の理事として参加した。
2014年シーズンからのJ3リーグ設立に伴い、2013年9月1日、FC琉球の運営を沖縄ドリームファクトリーから、サッカー事業に特化した琉球フットボールクラブ株式会社に移管させ、球団代表を退く。
2015年10月に格闘技イベント「RIZIN」を立ち上げ、実行委員長に就任。
2023年7月27日、初の自叙伝『負ける勇気を持って勝ちに行け! 雷神の言霊』を刊行。

## 書籍
- 『負ける勇気を持って勝ちに行け! 雷神の言霊』（2023年7月27日、KADOKAWA、ISBN 978-4046060600）